# Червоный Яр (Томаковский район)
Червоный Яр (укр. Червоний Яр) — село,
Чумаковский сельский совет,
Томаковский район,
Днепропетровская область,
Украина.
Код КОАТУУ — 1225488803. Население по переписи 2001 года составляло 145 человек .

## Географическое положение
Село Червоный Яр находится в балке Рябая, по которой протекает пересыхающий ручей с запрудами,
ниже по течению на расстоянии в 4,5 км расположено село Новопокровка (Солонянский район).
Рядом проходит автомобильная дорога Т-0809.